# TOUR05 It Withers and Withers
『TOUR05 It Withers and Withers』（ツアー05　イット・ウィザース・アンド・ウィザース）はDir en greyのライブDVD。2006年5月3日発売。

## 解説
- Dir en greyの2005年3月発売の5thアルバム『Withering to death.』及び、同年9月発売のシングル「CLEVER SLEAZOID」に合わせて、2005年秋に行われた全国ツアー「TOUR05 IT WITHERS AND WITHERS」の最終公演であり、2005年最後のライブとなった新木場STUDIO COAST(11月5日、6日の2days公演)でのライブを収録したDVD。
- 初回生産限定盤と通常盤の2形態で発売。初回生産限定盤は豪華デジパック仕様。深緑色のパッケージで、中央に「W」の紋章が入っている。内容は3枚組仕様になっており、「DISC-I」にはメインである最終日、11月6日の公演で演奏されたSE、本編、2回のアンコールを含む全曲の映像を、「DISC-II」にはその前日にあたる11月5日の公演から厳選されたライブ映像を、そして「DISC-III」には「Bonus Footage」として、このライブを含むツアーの全国各地の公演の模様や、このツアー内に参戦したフェスティバル「TASTE OF CHAOS」の名古屋、大阪、東京公演の模様、マルチ・アングル・ショット、ライブ映像で構成された「悲劇は目蓋を下ろした優しき鬱」のPVという内容になっている。また通常盤は白地にタイトルとバンド名が黒く殴り書きされたパッケージとなっており、「DISC-I」のみ収録。
- 収録の際のカメラ台数はクレーン車3台を含む33台と発表されており、ライブ会場の規模としては異常に多く使われている(商品説明の項より)。
- dts 5.1chサラウンド仕様。
- これまであった楽屋風景、リハーサルといったオフショットは収録されておらず、純粋にライブ映像のみに焦点を充てた内容になっている。
- この「It Withers and Withers」では、2005年3月から4月にかけてホール会場を中心とした全国ツアーを行い、5月と7月には欧州、そして9月〜11月にかけて今作のメインである、スタンディング会場を中心とした全国ツアーを展開している。ちなみに同じ年に2回全国ツアーを行っているが、ツアー・タイトルが変わらずにライブを行ったのは今回が初めてである（ただしツアーの表記は変わっており、春は「It withers and withers」、秋は「IT WITHERS AND WITHERS」となっている）。その後2006年には再び欧州、国内のファンクラブ限定公演を挟み、最終的にはその年の7月31日に日本武道館で行われた「TOUR05〜06 IT WITHERS AND WITHERS FINAL」で完結となった。

## 収録曲

### [DISC-I](初回限定生産盤・通常盤共通)
1. G.D.S.
2. CLEVER SLEAZOID
3. 朔-saku-
4. Beautiful Dirt
5. Jesus Christ R'n R
6. Machiavellism
7. GARBAGE
8. OBSCURE
9. THE FINAL
10. 孤独に死す、故に孤独。
11. dead tree
12. Merciless Cult
13. audience KILLER LOOP
14. Spilled Milk
15. C
16. 鼓動
17. 愛しさは腐敗につき
18. 悲劇は目蓋を下ろした優しき鬱
19. MARMALADE CHAINSAW
20. NEW AGE CULTURE
21. umbrella
22. CHILD PREY
23. INCREASE BLUE
24. THE III D EMPIRE

### [DISC-II](初回限定生産盤のみ)
1. G.D.S
2. C
3. GARBAGE
4. Mr.NEWSMAN
5. Jesus Christ R'n R
6. RED...[em]
7. 蝕紅
8. THE FINAL
9. 孤独に死す、故に孤独。
10. dead tree
11. Merciless Cult
12. Spilled Milk
13. CHILD PREY
14. 鼓動
15. CLEVER SLEAZOID
16. THE III D EMPIRE

### [DISC-III](初回限定生産盤のみ)
1. Bonus Footage

## 参考
1. ↑  “TOUR05 It Withers and Withers”.   Oricon. 2014年11月23日閲覧。